# Ascomauritiana lignicola
Ascomauritiana lignicola är en svampart som beskrevs av Ranghoo & K.D. Hyde 1999. Ascomauritiana lignicola ingår i släktet Ascomauritiana, divisionen sporsäcksvampar och riket svampar.   Inga underarter finns listade i Catalogue of Life.